# Claude Estiennot de la Serrée
Dom Claude Estiennot de la Serrée,, souvent désigné sous la forme de Estiennot de la Serre ou plus simplement Dom Estiennot, né  à Toutry le 17 février 1639 et mort à Rome le 20 juin 1699, est un moine bénédictin français de la congrégation de Saint-Maur (matricule no 1834).

## Biographie
Né et baptisé à Toutry, le 17 février 1639, il entre au monastère de Vendôme en 1658 et y fait profession le 13 mai 1659, il mourut à Rome le 20 juin 1699, à la procure générale de la Congrégation de Saint-Maur près le Saint-Siège dont il avait alors la charge. Il fut inhumé dans l'église des Minimes de la Trinité-des-Monts qui jouxtait la procure des bénédictins, située sur le Pincio, strada Gregoriana.

### Origines et famille
Claude Estiennot de La Serrée est fils de Pierre Estiennot de La Serrée et de Claude de Changy.
Plusieurs membres de sa famille entrèrent dans des monastères bénédictins. Son frère Eustache fut cellérier de l'abbaye de Molesme puis procureur de Saint-Bénigne de Dijon. La sœur de son grand-père paternel est la mère de Dom Germain Espiard. La sœur de son arrière-grand-père paternel est la grand-mère de Dom Claude Bretagne.
Sa tante, Françoise de Blanchefort (épouse de François Destienot de Vassy, tuteur de Claude), est la cousine de Jacqueline de Blanchefort mère de l' antiquaire François-Roger de Gaignières.

### Carrière
Il fut pour Dom Luc d'Achery puis surtout pour Dom Mabillon, qui le remarqua très vite, un proche collaborateur, un correspondant et un ami.
De 1678 à 1681, il est secrétaire de dom François Girod, visiteur de la province de Toulouse, et parcourt à cette occasion tous les monastères du Centre, du Sud-Est et du Sud-Ouest de la France. Il lui dédicace le premier tome de ses Antiquités bénédictines d'Occitanie. En 1681 qu’il se fixe à Orléans où il poursuit le travail des Fragmenta historica.
De 1684 à sa mort en 1699, il exerce la charge de procureur général de sa congrégation auprès du Saint-Siège à Rome. C'est durant ce séjour qu'il fit venir Mabillon en Italie et entreprit avec lui le voyage (1685) qui donna lieu à la publication de l'Iter italicum. Tout au long de ce séjour, il poursuivit auprès des monastères et bibliothèques d'Italie le travail entrepris en France, en étroite collaboration avec ses confrères de Saint-Germain-des-Prés.
Il entretint durant toute sa vie une correspondance importante, encore en grande partie inédite, qui demeure une mine de renseignements pour l'histoire des textes et des manuscrits.

## Travaux
Infatigable dépouilleur de manuscrits, qu'il appelait ses « antiquailles », il permit, par un travail obscur et désintéressé, à ses confrères mauristes et aux érudits des générations suivantes, la publication de nombreux documents inédits qu'il avait eu le mérite de repérer, de copier et de rassembler en recueils avec l'aide de nombreuses petites mains anonymes travaillant sous sa direction à recopier les textes qu'il avait sélectionnés. La recherche des « preuves » de l'histoire des institutions monastiques et une certaine apologétique monastique oriente ses lectures et les biaises en partie. Il n'hésite pas à citer des ouvrages imprimés lorsque ceux-ci lui permettent de faire l'économie de la répétition d'une démonstration qui lui paraît satisfaisante.

### Histoire de Saint-Martin-de-Pontoise
- Historiae regalis monasterii sancti Martini supra Viosnam prope & extra muros Pontis Isarae in Vulcassino Franciae libri tres, 3 vol. manuscrits, petits in folio, rédigée de 1670 à 1672 en latin avec passages en français et illustrations.

Ces volumes auraient disparu de Saint-Martin de Pontoise déjà du vivant de Dom Claude Estiennot. Ils furent retrouvés et acquis par l'érudit Paul-François Pihan de la Forest (1739-1810) à la fin du XVIIIe siècle, puis légués en 1857 par son petit-fils aux archives municipales de la ville de Pontoise où ils portaient la cote no 1558 ; ils furent ensuite intégrés au fonds de la bibliothèque municipale de Pontoise nouvellement constitué dans lequel ils figuraient en 1888 (Pontoise, Bibl. mun., ms. 16, 17, 18). Réunis au fonds Pihan de la Forest, ils ont dans un premier temps été déposés aux Archives départementales du Val d'Oise, avant de réintégrer les archives municipales de Pontoise.

### Histoire de l'abbaye de Maubuisson
Histoire de la royalle abbaye de Sainte-Marie, ditte de Maubuisson, 1 vol. manuscrit, in folio, daté du 1er juillet 1671, en français avec page de titre ornée de lettrines à la plume représentant divers oiseaux. Le manuscrit, en cours de numérisation, est actuellement conservé aux Archives municipales de Pontoise, sous-série 25 Z (fonds Pihan de la Forest) .

### Antiquités bénédictines
La qualité du travail fourni pour son histoire de Saint-Martin-de-Pontoise convainquit ses supérieurs de le charger d'aller visiter les archives des abbayes pour y copier les documents importants destinés aux travaux des historiens de sa congrégation. Il réunit ainsi entre  1671 et 1683 la matière de 40 volumes in folio de notes manuscrites dans lesquelles puisèrent les auteurs des Annales de l'ordre de Saint Benoît et des Historiens des Gaules et de la France. Les volumes de cette collection sont toujours structurés en deux parties : en tête des notices rédigées sur les institutions concernées, ensuite des « preuves » (probationes) rassemblant les copies des sources explorées et auxquelles renvoient les notices. Chaque volume est précédé d'une dédicace et d'une table des institutions traitées avec renvois aux pages de la notice et des preuves. On veillera à ne pas se contenter de ces indications. Il peut arriver de trouver ailleurs dans le volume des indications ponctuelles sur l'histoire d'un monastère. Des annotations marginales aident à les repérer.
Les dépouillements concernent les institutions des deux sexes de l'ordre de saint Benoît au sens large : Bénédictins, Fontevristes, Cisterciens, Mauristes, et même Chartreux, ainsi que les ordres qui leur ont succédé en certains endroits ou auxquels ces ordres ont succédé.
Les sources dépouillées sont les archives des monastères (tabularia) et leurs chartes, les cartulaires, mais aussi les livres liturgiques (légendiers, bréviaires), nécrologes, obituaires, , etc.
- 1671 à 1672 : Antiquités du Vexin (Paris, BnF, lat. 12741) ;
- 1673 à 1674 : Antiquités de Bourges (Paris, BnF, lat. 12742-12744 ; voir aussi une partie de ce travail aux archives départementales du Cher) ; 
  - abbaye de Barzelle (Indre) (Paris, BnF, lat. 12742, p. 292-293) ;
- 1673 à 1675 : Antiquités de Poitiers, Maillezais et Luçon (Paris, BnF, lat. 12755-12758 ; pour Poitiers, Archives départementales de la Vienne et La Rochelle, Bibl. mun. 37) ;
- 1675 : Antiquités d'Angoulême et de Saintes (Paris, BnF, lat. 12753-12754) ;
- 1675 à 1676 : Antiquités de Limoges, Solignac, Tulle (Paris, BnF, lat. 12746-12748) ;
- 1676 : Antiquités de Clermont (Paris, BnF, lat. 12745), du Puy (Paris, BnF, lat. 12749) et de Périgueux (Paris, BnF, lat. 12759) ;
- 1677 : Antiquités de Saint-Flour (Paris, BnF, lat. 12750), de Lyon et de Belley (Paris, BnF, lat. 12740) ;
- 1679 et 1680 : Antiquités de l' Occitanie ou Languedoc (Paris, BnF, lat. 12760-12761) ;
- 1680 : Antiquités de la Gascogne (Paris, BnF, lat. 12751-12752), du Comtat : diocèses d'Avignon et Arles (Paris, BnF, lat. 12762) ;
- 1682-1683 : Antiquités de l’Orléanais (Paris, BnF, lat. 12739).

### Fragmenta historica Aquitanicae
17 volumes manuscrits in folio d'extraits de tous genres concernant la région comprise entre la Loire, les Pyrénées et le Rhône, la Provence, réunis entre 1675 et 1684.
Il s'agit souvent de texte qui ne concernent pas directement l'histoire bénédictine, mais auxquels Estiennot renvoie dans ses notices des Antiquités bénédictines.
C'est dans ces volumes que se trouve la part la plus riche et la plus diversifiées de la documentation du mauriste : copie de nécrologes, de pièces liturgiques, de chartes, de calendriers, de vies de saints et de légendes , etc.
- t. 1 : Paris, BnF, lat. 12763 ;
- t. 2 : Paris, BnF, lat. 12764 ;
- t. 3 : Paris, BnF, lat. 12765:  
  - p. 235-243 : extraits du cartulaire de l'abbaye de Bonnaygue (1157-1676) ;
- t. 4 : Paris, BnF, lat. 12766 ;
- t. 5 : Paris, BnF, lat. 12767 ;
- t. 6 : Paris, BnF, lat. 12768 ;
- t. 7 : Paris, BnF, lat. 12769 (achevé le 6 juin 1678, dédié à dom Claude Martin) ;
- t. 8 : Paris, BnF, lat. 12770 (achevé le 2 février 1679, dédié à dom François Girod, provincial d'Aquitaine) ;
  - Languedoc , etc.
- t. 9 : 1679 : Paris, BnF, lat. 12771 (achevé le 29 octobre 1679, dédié à dom Vincent Marsolles) ;
  - Toulouse, Avignon, , etc.
- t. 10: 1680 : Paris, BnF, lat. 12772 (achevé le 12 avril 1680, dédié à dom Mummole Geoffroy).
- t. 11 : 1681 : Paris, BnF, lat. 12773, 110 pièces (achevé le 4 mars 1681, dédié à toute la congrégation de Saint-Maur)
  - Lérins , etc.
- t. 12 : Paris, BnF, lat. 12774
  - Psalmody, , etc.
  - p. 103-175 : abbaye de Lérins
- t. 13 : Paris, BnF, lat. 12775 ;
- t. 14 : Paris, BnF, lat. 12776 (achevé en 1681, Rome) ;
- t. 15 à 17 : Paris, BnF, n.a.l. 2055, 2056, 2057, olim Arsenal 1007, 1008, 1009.

### Hagiologion gallicanum
Compilation effectuée entre 1673 et 1676, concernant l'hagiographie et la liturgie du centre de la France. Elle fut effectuée à partir de 34 manuscrits examinés par Estiennot. Ce recueil demeuré manuscrit, adressé à Mabillon en 1677, est conservé à la Bibliothèque nationale de France (Paris, BnF, lat. 12587).
Les saints traités y sont classés suivant l'ordre du calendrier ; pour chacun il fait référence aux manuscrits d’où ils sont tirés et des notes critiques.

### Correspondance
La correspondance active d'Estiennot est une mine de renseignements historiques, notamment durant sa période romaine où il fut sollicité pour copier des extraits de documents conservés aux archives vaticanes. Elle est dispersée parmi plusieurs fonds dont : 
- Paris, BnF, collection Baluze, vol. 320
- Paris, BnF, fr. 17678, f. 36-37 (1690), etc. ;
- Paris, BnF, fr. 17679, f. 7-8 (lettre à Mabillon du 9.3.1681) [15]
- Paris, BnF, fr. 17683 ;
- Paris, BnF, fr. 19644 ;
- Paris, BnF, fr. 19665 (à préciser)

### Divers
D'autres travaux dus à l'industrie de Dom Estiennot sont dispersés dans l'ancien fonds de Saint-Germain-des-Prés et les papiers mauristes, par exemple : 
- Paris, BnF, lat. 12442 : Collectanea theologica
- Paris, BnF, lat. 12663, f. 93 : cartulaire de l'abbaye de Bonnaygue (1157-1676) : extraits ; cf. lat. 12765, p. 235-243.

### Recherches romaines
Durant son séjour à Rome, Dom Estiennot poursuivit ses dépouillements, conservés dans les papiers des Mauristes de Saint-Germain des Prés.
- D. Estiennot, Catalogi e bibliothecis urbis Romae, Paris, BnF, lat. 13076-13077.